# Amodou Abdullei
Amodou Abdullei (Kano, 20 december 1987) is een Nigeriaans voetballer die contract staat bij F91 Dudelange. Hij kan uit de voeten als middenvelder en als aanvaller. Abdullei speelde eerder in Duitsland en België.